# Euoplocyon
Euoplocyon es un género extinto de mamífero carnívoro perteneciente a la subfamilia Borophaginae que habitó en América del Norte desde el Mioceno Inferior hasta el Mioceno Medio viviendo durante desde hace 20,6—13,6 millones de años, existiendo por un periodo de 7 millones de años.

## Taxonomía
Euoplocyon fue descrito por Matthew (1924). La especie tipo es Euoplocyon praedator. Fue asignado a Canidae por Matthew (1924) y Munthe (1998); y a Borophagini por Wang et al. (1999).

## Morfología
Se examinaron dos especímenes fósiles para estimar su peso corporal. El primero de ellos se calculó en 9,63 kg de peso y el segundo en 9,13 kg.

## Especies
- E. brachygnathus (sinónimo de E. praedator) fue llamado Aelurodon brachygnathus por Douglass en 1903 de acuerdo a Wang et al.. Se ha encontrado en Montana, Nebraska, California y Oregón.
- E. spissiden fue descrito inicialmente como Aelurocyon spissidens por White en 1947. Fue nombrado Enhydrocyon spissidens por Olsen en 1958 y Euoplocyon spissidens por Tedford y Frailey (1976), y X. Wang et al. en 1999. Se ha encontrado en Florida.[6]